# Marcelle Moynier
Marcelle Berthe Fanny Moynier, née le 14 avril 1888 à Genève et morte dans la même ville le 11 février 1980 est la fondatrice du plus ancien théâtre de marionnettes à fils de Suisse encore en fonction. Elle a été l'élève d'Émile Jaques-Dalcroze.

## Enfance et formation
Marcelle Moynier a pour parents Adolphe Jaques Moynier (1860-1933), avocat et banquier, et Lydie Bonna (1863-1930). Elle est également la petite-fille de Gustave Moynier, à l'origine du Comité international de la Croix-Rouge aux côtés notamment d'Henri Dunant. Son unique frère Raynald, de deux ans son aîné, meurt le 24 juin 1919, à l'âge de 32 ans.
L'enfance de Marcelle Moynier est celle d'une fille de « bonne famille », entre cours privés et précepteurs. À l'adolescence, elle s'oriente vers la musique et le théâtre; elle étudie le solfège, le piano et surtout la rythmique auprès d'Émile Jaques-Dalcroze, au Conservatoire de musique de Genève. Dès 1904, elle suit également des cours de diction dans la classe de Louise Naef-Lavater, et obtient un premier prix de diction.

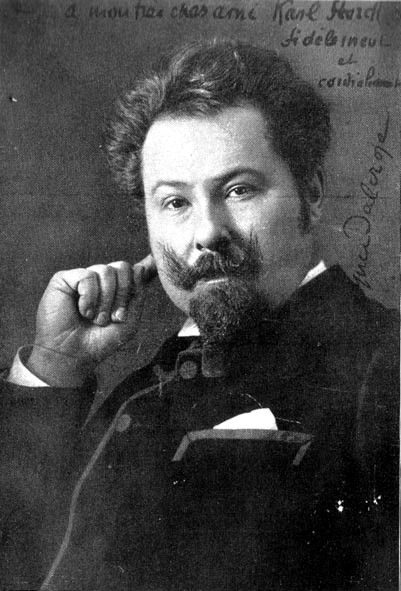
Emile Jaques Dalcroze

En juin 1914, elle participe au spectacle de la fête organisée à l'occasion du centenaire de l'entrée de Genève dans la Confédération suisse. Dès 1916, elle enseigne la rythmique à l'institut Jaques-Dalcroze, dont elle est sortie diplômée l'année précédente. Elle dit de Jaques-Dalcroze : 
« C'est lui qui m'a appris à partager l'espace dans le temps. C'est chez lui que j'ai acquis concentration, réflexes et sens de la dissociation des mouvements. »
Ses premiers pas dans le théâtre datent de 1908. Cette année-là, elle fonde La Roulotte, une compagnie qui joue au bénéfice d'œuvres de bienfaisance. Elle monte également sur les planches et joue avec plusieurs troupes amatrices. Dans les années 1920, elle organise avec son amie Laure Choisy, violoniste et compositrice, des spectacles joués par des enfants et crée un cabaret Le Puceron mauve. C'est le spectacle de marionnettes I Piccoli, de Vittorio Podrecca, donné au Grand-Théâtre de Genève en 1926, qui la décide à créer son propre théâtre de marionnettes à fils.

## Les marionnettes de Genève
Marcelle Moynier fonde Les Petits Tréteaux en 1929. La première représentation de la compagnie a lieu à Genève, à la salle des Abeilles du Palais de l'Athénée, en juin 1930. À cette occasion, L’Impresario de Wolfgang Amadeus Mozart est présenté, ainsi que deux autres pièces: La place du Molard en 1830 et Une visite romantique.
Les premières répétitions de la troupe, composée aussi bien d'amateurs que de professionnels réputés, ont lieu dans le salon de Marcelle Moynier. Les Petits Tréteaux se produisent ensuite sur différentes scènes genevoises, avant de s'établir au 4, rue Constantin, la maison familiale de Marcelle Moynier, construite par son grand-père en 1870 et dont elle hérite à la mort de ses parents.
À partir de 1937, Les Petits Tréteaux sortent des frontières helvétiques. Cette année-là, ils représentent la Suisse à l'exposition universelle de Paris. De nombreuses tournées suivront.

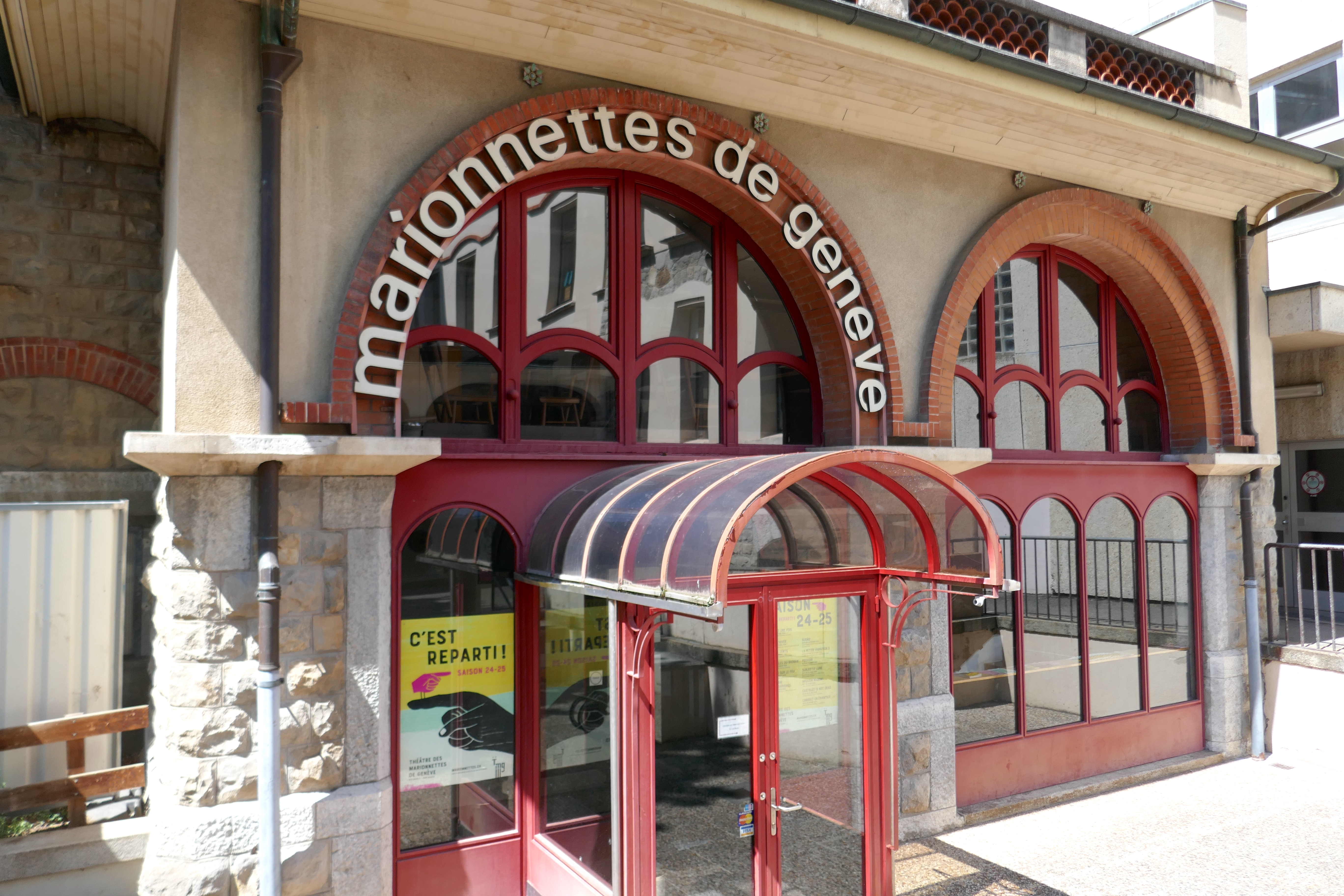
Théâtre à la rue Rodo.

Le théâtre des marionnettes de Genève, rebaptisé ainsi en 1941, se développe pendant près de cinquante ans grâce au mécénat privé et à la générosité de Marcelle Moynier en particulier. Le succès et la qualité des spectacles suscitent l'attention des pouvoirs publics qui lui octroie des subventions dès 1960. C'est de cette époque que datent les représentations destinées aux écoliers genevois, une activité qui perdure à ce jour.
En 1971, Marcelle Moynier se retire de la direction du théâtre, non sans en assurer la pérennité financière grâce à la création d'une fondation. La participation financière des autorités genevoises va alors croissante et aboutit, en 1984, à la mise à disposition du théâtre de la rue Rodo, qui abrite encore aujourd'hui les activités des Marionnettes de Genève. Il est un des rares théâtres européens entièrement consacré à la marionnette et est dirigé par Isabelle Matter depuis 2015,.

## Distinctions

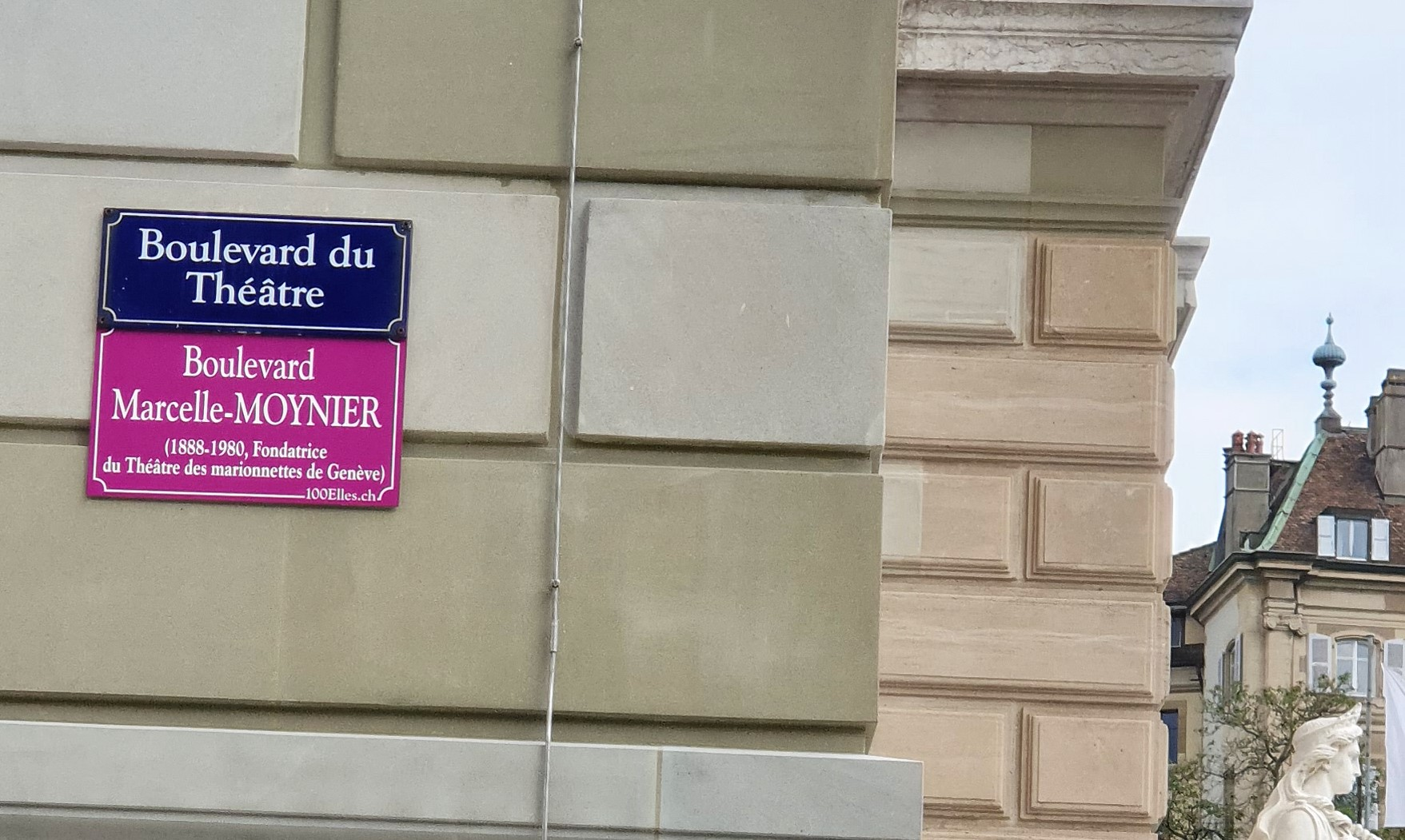
Le boulevard du Théâtre à Genève, rebaptisé Boulevard Marcelle-Moynier en mai 2019.

En 1976, elle est nommée membre d'honneur de l’Union internationale de la marionnette.
En 1978, Marcelle Moynier reçoit la médaille vermeil Genève reconnaissante pour « son engagement en faveur des spectacles de marionnettes et de son théâtre ».

## Hommage et postérité
Une plaque a été posée sur la demeure où elle abita pendant 50 ans, à la rue Abraham Constantin.
En 2019 l'association Escouade fait poser des plaques de rue temporaires à Genève en hommage aux femmes célèbres genevoises. Le boulevard du Théâtre est renommé temporairement boulevard Marcelle Moynier dans le cadre de l'initiative 100Elles,.